# Ferdinand Öberg
Lars Ulrik Ferdinand Öberg, född 10 september 1850 i Häggdångers församling, död 11 juni 1933 i Bromma församling i Stockholm, var en svensk präst.
Efter studier vid Fjellstedtska skolan i Uppsala och mogenhetsexamen 1876 blev han student samma år vid Uppsala universitet. Han prästvigdes 1879 och blev pastorsadjunkt i Bergs församling, komminister i Rödöns och Ås församling 1880 med tillträde 1881. Han avlade pastoralexamen 1881 och utnämndes till kyrkoherde i Vännäs församling med tillträde 1888. Öberg var preses vid prästmötet i Härnösand 1897 och promoverades till teologie doktor vid Linnéfesten i Uppsala 1907. Som emeritus från 1 maj 1927 bosatte han sig i Äppelviken i Stockholm. Han blev ledamot av Vasaorden 1899.
Öberg utgav av trycket en handfull predikningar.
Han var gift första gången med Emma Huss, som avled 1890, och andra gången med Emma Axberg. En son i andra äktenskapet var Thure Öberg.